# 신흥동 (부천시)
신흥동(新興洞)은 경기도 부천시 오정구에 있는 행정동이었다. 부천시 기업체의 약 10%인 6천여 개가 밀집된 관내 산업경제의 중심지이다.

## 지명 유래
신흥동은 내동과 삼정동의 법정동으로 이루어졌다. 내동은 예전에 늪지대로서 아늑하고 남향인 지리적인 요인에 따라 붙여진 명칭으로 보인다. 삼정동은 세 개의 하천(원골천, 소개미천, 내천)이 모여 압구지를 이뤘고 압구지를 3이라고 한데서 유래되었다는 설과, 마을에 세개의 우물이 있어서 붙여졌다는 설이 있지만, 어느 경우이든 물과 관계 있는 것만은 틀림이 없으며 압구지에는 1800년초까지 배가 드나들었다고 한다.

## 연혁
- 조선말기 부평군 상오정면
- 1914.03.01 부천군 오정면
- 1973.07.01 김포군 오정면
- 1975.10.01 부천시 신흥동
- 1988.01.01 부천시 중구 신흥2동(구제실시)
- 1993.02.01 부천시 오정구 신흥동(구변경)
- 2016.07.04 부천시 신흥동(구폐지)

## 법정동
- 내동(內洞)
- 삼정동(三井洞)

## 주요시설
- 공공기관 : 관공서 1
- 교육시설 : 초등학교1(삼정초), 중학교 1(내동중)
- 복지시설 : 복지관1(삼정복지관)
- 의료시설 : 22개소
- 금융시설 : 7개소
- 기업체 : 1,203개소